# 约内拉·洛阿耶什
约内拉·洛阿耶什（羅馬尼亞語：Ionela Loaieș，1979年2月2日—），生于科默內什蒂，罗马尼亚女子竞技体操运动员。她曾代表罗马尼亚获得1996年夏季奥运会体操比赛女子团体全能铜牌。